# Лисьє (Тавдинський міський округ)
Ли́сьє (рос. Лисье) — селище у складі Тавдинського міського округу Свердловської області.
Населення — 14 осіб (2010, 20 у 2002).
Національний склад населення станом на 2002 рік: росіяни — 90 %.